# 虎よ、虎よ!

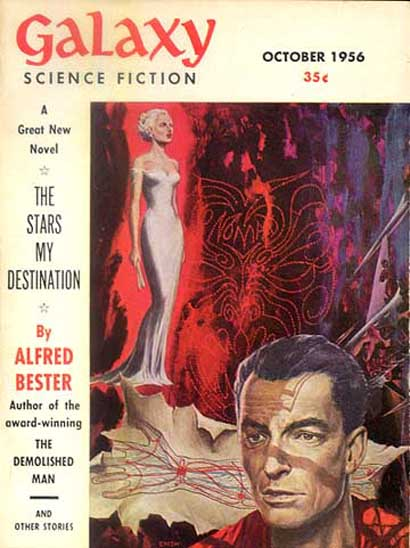
連載第1回目はギャラクシー・サイエンス・フィクション誌1956年10月号の表紙を飾った。

『虎よ、虎よ!』（とらよ とらよ!、英語原題：Tiger! Tiger!）、あるいは『わが赴くは星の群』（わがおもむくはほしのむれ、The Stars My Destination）は、アルフレッド・ベスターが1956年に発表したSF小説。

## 概要
アレクサンドル・デュマ・ペールの小説『モンテ・クリスト伯』をモチーフとした壮大な復讐譚である。ベスターの長編第2作にして代表作であり、SFのオールタイムベストの定番でもある。
かねてから『モンテ・クリスト伯』のような復讐譚を考えていたベスターが、『ナショナルジオグラフィック』誌でフィリピン人の船員の記事を読み、その記事を下敷きと導入部として用いた。それは第二次世界大戦中に漂流していたいかだが、ドイツ軍の囮である可能性があることから何隻もの船が船員を救助せず通り過ぎていったというものであった。そして、1956年にイギリスで　"Tiger! Tiger!" のタイトルで書き下ろし単行本として出版された。次いで同年にアメリカのSF雑誌『ギャラクシー・サイエンス・フィクション』誌の10月号から "The Stars My Destination" のタイトルで4回連載された。一部では絶賛されたものの、発表当初は一般的人気は得られず、1960年代になってニュー・ウェーブのSF作家に影響を与えたことで再評価が進み、ベスターの最高傑作、アメリカのベストSFとの評価が与えられるようになる。
日本では、1958年に講談社SFシリーズの1冊として『わが赴くは星の群』の書名で刊行された。1964年に早川書房のハヤカワ・SF・シリーズから再刊されたときに『虎よ、虎よ!』に改題された。1978年に刊行されたハヤカワ文庫版はカバーイラストを生頼範義が描き、2008年の新版では寺田克也に変更になった。翻訳はいずれも中田耕治による。
原題の "Tiger! Tiger!" は、ウィリアム・ブレイクの詩集『無垢と経験の歌』に収められた詩「虎」 (The Tyger) の冒頭「虎よ! 虎よ! あかあかと燃える」 (Tyger, Tyger, burning bright) に由来する。
登場人物たちの名前はイギリスの都市から取られている。

## あらすじ
24世紀、人類には精神感応移動能力（テレポーテーション。研究者の名をとってジョウント効果と呼ばれる）が備わっていることが明らかになる。この能力の発見は人々の生活を激変させ、内惑星連合と外衛星同盟との戦争を引き起こす。
25世紀、いまだ続く戦争の中、プレスタイン財閥の宇宙船「ノーマッド」は、火星と木星の中間地点で爆撃を受け、漂流していた。ノーマッド唯一の生存者であるガリヴァー・フォイルは、気密ロッカーに閉じこもって救助を待ち続け、170日間もの孤独な日々を耐えていた。
171日目に、同じプレスタイン財閥所有のV級輸送艇「ヴォーガ」が通過するのを発見したフォイルは救助信号を発信する。しかし、救助信号に気付いたはずのヴォーガは、なぜかそのまま飛び去ってしまう。その深い絶望とヴォーガへの復讐心が、元は凡庸な三等航海士に過ぎなかったフォイルを、強固な意志を持つ男へと変える。
試行錯誤の末に大破したノーマッドを動かすことに成功したフォイルは、サーガッソ小惑星群に住む科学人（前世紀の科学調査団の末裔）たちによって救助される。しかし、彼らが信奉する科学とは、すでに奇怪な風習へと変化しており、彼らによってフォイルは顔全体に虎のような模様、額に N♂MAD という文字の刺青を彫られてしまう。科学人の小惑星を破壊し、彼らの居住空間として使用されていたロケット艇で脱出したフォイルは、火星の軌道外9,000マイル (14,000 km)の地点で内惑星連合の宇宙海軍に救助される。
地球への帰還を果たしたフォイルは、ジョフリー・フォーマイルと名を変え、プレスタインに近づいていく。一方、プレスタインも行方不明となったノーマッドの積荷を求め、唯一の生き残りであるフォイルを追っていた。

## SF設定
ワイドスクリーン・バロックの代表的な作品であり、様々なSFアイディアが盛り込まれている。この作品で使われたジョウントや加速装置の設定は、後に様々なメディアで登場した（詳しくは各項目参照）。

## 日本語版書誌
- わが赴くは星の群（中田耕治訳、講談社サイエンス・フィクション・シリーズ5、1958年9月）
- 虎よ、虎よ!（中田耕治訳、ハヤカワ・SF・シリーズ3068、1964年6月）
- 虎よ、虎よ!（中田耕治訳、早川書房世界SF全集18、1970年7月）
- 虎よ、虎よ!（中田耕治訳、ハヤカワ文庫SF277、1978年1月） ISBN 4-15-010277-5
- 虎よ、虎よ!（中田耕治訳、ハヤカワ文庫SF1637、2008年2月） ISBN 978-4-15-011634-7

## 映像化
本作は何度か映像化の企画が浮上したが、実現に至っていない。
1968年、日本のアニメ制作会社エイケンがテレビアニメ化を企画し、『TIGER TIGER』のタイトルで3分45秒のパイロット・フィルムも製作された。脚本は足立朗、演出は山本功、キャラクターデザインはSF系のイラストレーターの金森達による。カラーのサイレント作品であった。
2004年、日本のアニメ制作会社ゴンゾの前田真宏監督は本作をアニメ化しようとしたが、著作権の関係で果たせず、本作のモチーフとなった『モンテ・クリスト伯』を『巌窟王』としてアニメ化した。宇宙を舞台にした設定や主人公の顔に刺青のような紋様が浮き出るなど、この作品のモチーフはいくつか残っている。
ジョン・カーペンターが監督をするという映画化企画もあった。それとは別に2006年にはユニバーサル映画が映画化権を取得し、ロレンツォ・ディ・ボナヴェンチュラが製作すると発表された。